# 4409 Kissling
4409 Kissling là tên của tiểu hành tinh được phát hiện bởi Alan C. Gilmore và Pamela M. Kilmartin, ở 1989. Nó được đặt theo tên Dr. Warwick Kissling, nhà thiên văn học nghiệp dư và nhà toán học ở Wellington, New Zealand.